# Andrena crawfordi
Andrena crawfordi és una espècie d'himenòpter apòcrit de la família dels andrènids (Andrenidae). El nom científic de l'espècie va ser publicat per primera vegada l'any 1909 per l'entomòleg Henry Lorenz Viereck.